# 松崎藩
松崎藩（日语：／ Matsuzaki-han */?）是日本筑後國御原郡松崎的藩，寬文8年8月21日（1668年9月27日）創藩，貞享元年7月30日（1684年9月9日）廢藩，原本是久留米藩的一部分，藩廳是松崎館。

## 歷史
松崎藩的藩主有馬豐祐原本是出石藩藩主小出吉重次子，在成為伯父有馬忠賴養子後，有馬賴利和有馬賴元卻先後出生，豐祐的地位也變成是末子。寬文8年8月21日（1668年9月27日），賴元繼任為久留米藩藩主，在江戶幕府的安排下，豐祐獲分知御原郡19村共10,000石而創藩。最初，他居於橫隈，不過由於該地位處藩領北部，偏離中心地，因此在寬文9年（1669年）時開始在松崎興建住處，最終松崎館在寬文13年（1673年）完工。
其後，豐祐以家老藤田武右衛門為奉行，開始將城下町松崎改建成宿場町，並且與久留米藩聯手開通從筑前國山家宿至久留米府中宿的天下道（新筑前街道），延寶2年（1674年）又廢除橫隈街道，改以天下街道為參勤交代用的道路。其餘政策尚有勸請伏見稻荷大社、從三瀦郡西牟田勸請靈鷲寺以及整頓寶滿川流域等等。貞享元年7月30日（1684年9月9日），豐祐被指沒有積極解決姊夫窪田藩藩主土方雄隆的家督繼承問題，繼而遭到改易。豐祐與其子英致交由久留米藩看管，藩領成為幕府領，由服部重昌擔任代官，松崎館則被拆除。雄隆死去後翌年的元祿5年5月9日（1692年6月23日），豐祐獲赦免，其後終生也留在久留米。元祿10年（1697年），舊藩領重新由久留米藩管治。

## 歷任藩主
| 家名   | 家格      | 名稱     | 石高     | 藩領         |
| ------ | --------- | -------- | -------- | ------------ |
| 有馬家 | 外樣 陣屋 | 有馬豐祐 | 10,000石 | 筑後國御原郡 |

## 領地
| 令制國 | 郡     | 領地 |
| ------ | ------ | --- |
| 筑後國 | 御原郡 | 橫隈村、津古村、三澤村、力武村、大保村、大板井村、小板井村、大崎村、寺福童村、山隈村、乙隈村、干潟村、吹上村、井上村、上岩田村、下岩田村、稻吉村、鵜木村、高樋村 |

## 註解
1. ↑  松崎現為福岡縣小郡市松崎（日语：立石村 (福岡県三井郡)）[1]。
2. ↑  橫隈現為小郡市橫隈和三國丘（日语：三国村 (福岡県)）[1]。
3. ↑  山家宿現為福岡縣筑紫野市山家以及朝倉郡筑前町中牟田（日语：中津屋村 (福岡県)）的一部分[1]，府中宿現為福岡縣久留米市御井町、御井朝妻1丁目、御井旗崎2至5丁目和朝妻町[4]。
4. ↑  西牟田現為久留米市三瀦町（日语：三潴町）西牟田（日语：西牟田町）[1]。